# Charbielin (Głuchołazy)
Charbielin (deutsch Ludwigsdorf, 1945–1947 Ludwików) ist eine Ortschaft der Landgemeinde Głuchołazy (Ziegenhals) in Polen. Sie liegt im Powiat Nyski (Kreis Neisse) in der Woiwodschaft Oppeln.

## Geographie

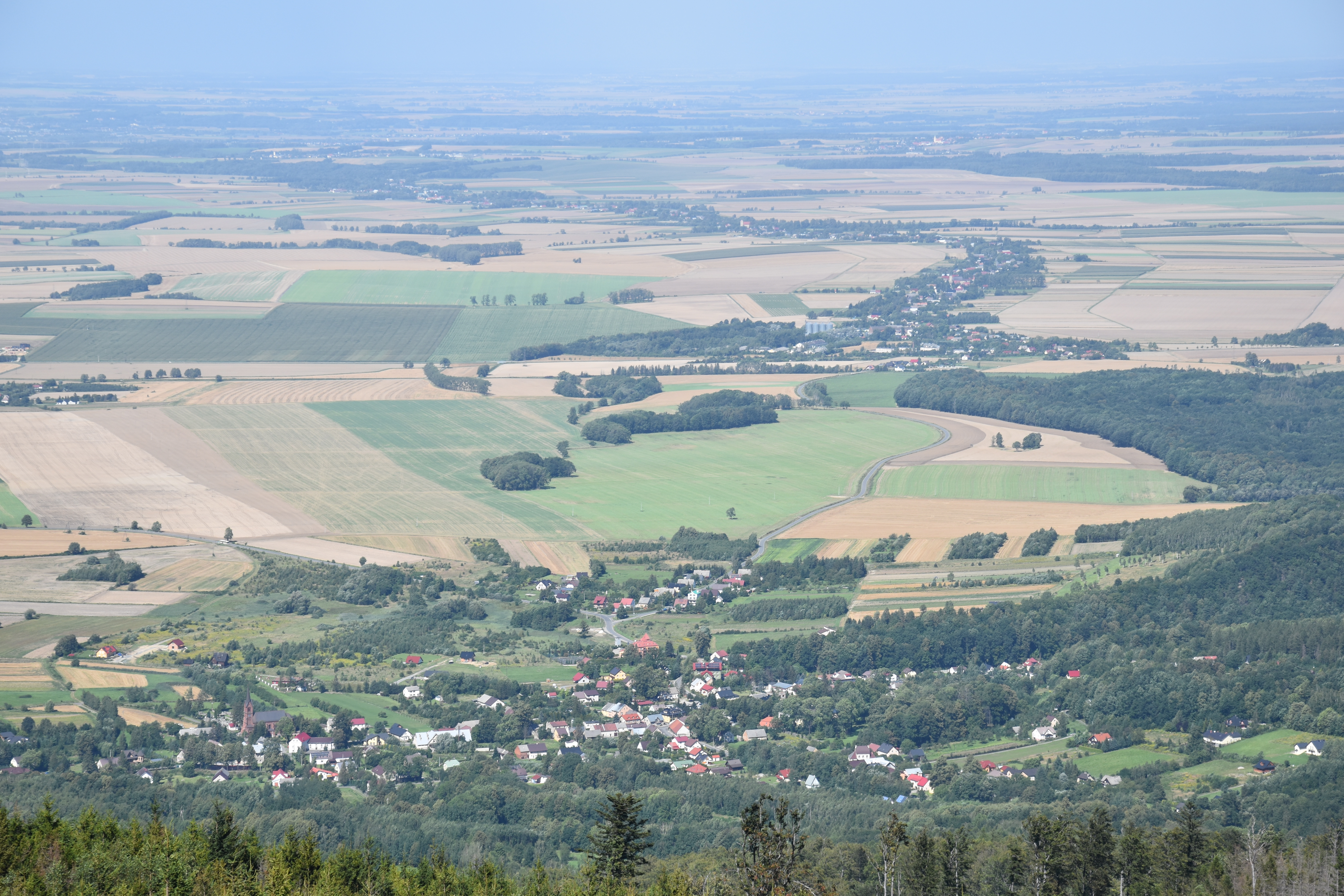
Blick von der Bischofskoppe auf Charbielin (etwa Bildmitte)

### Geographische Lage
Das Straßendorf Charbielin liegt im Südwesten der historischen Region Oberschlesien. Der Ort liegt etwa vier Kilometer östlich des Gemeindesitzes Głuchołazy (Ziegenhals), etwa 20 Kilometer südöstlich der Kreisstadt Nysa und etwa 62 Kilometer südwestlich der Woiwodschaftshauptstadt Opole.
Der Ort liegt in der Nizina Śląska  (Schlesische Tiefebene) innerhalb der Płaskowyż Głubczycki (Leobschützer Lößhügelland) im Grenzbereich zum Góry Opawskie (Oppagebirge) in den Sudety Wschodnie (Ostsudeten). Charbielin liegt an der Prudnik. Südlich des Dorfes verläuft die Bahnstrecke Krnov–Głuchołazy.

### Nachbarorte
Nachbarorte von Charbielin sind im Norden Nowy Las (Neuwalde), im Osten Wierzbiec (Wackenau) sowie im Westen der Gemeindesitz Głuchołazy (Ziegenhals).

## Geschichte

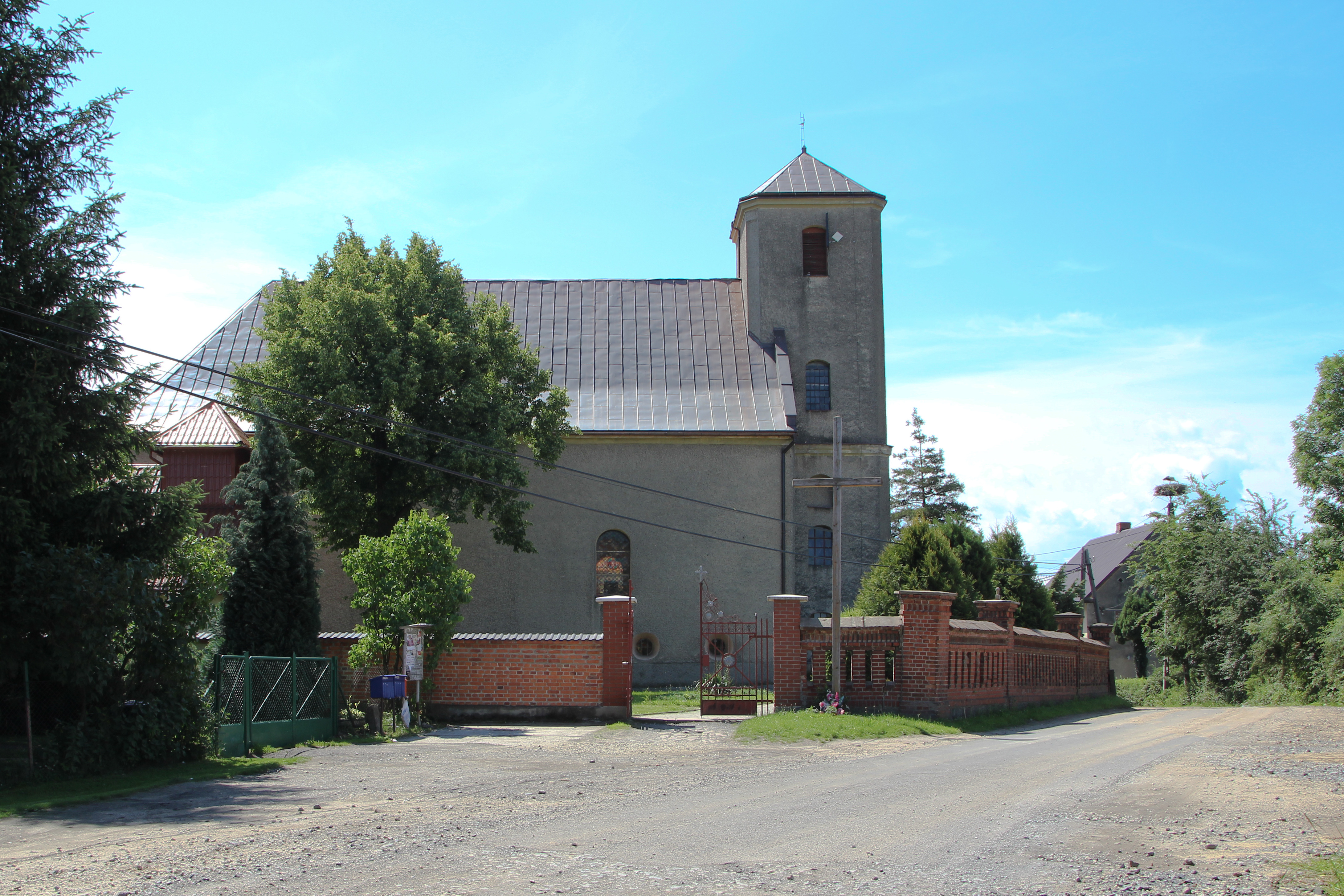
Kirche St. Johannes Enthauptung

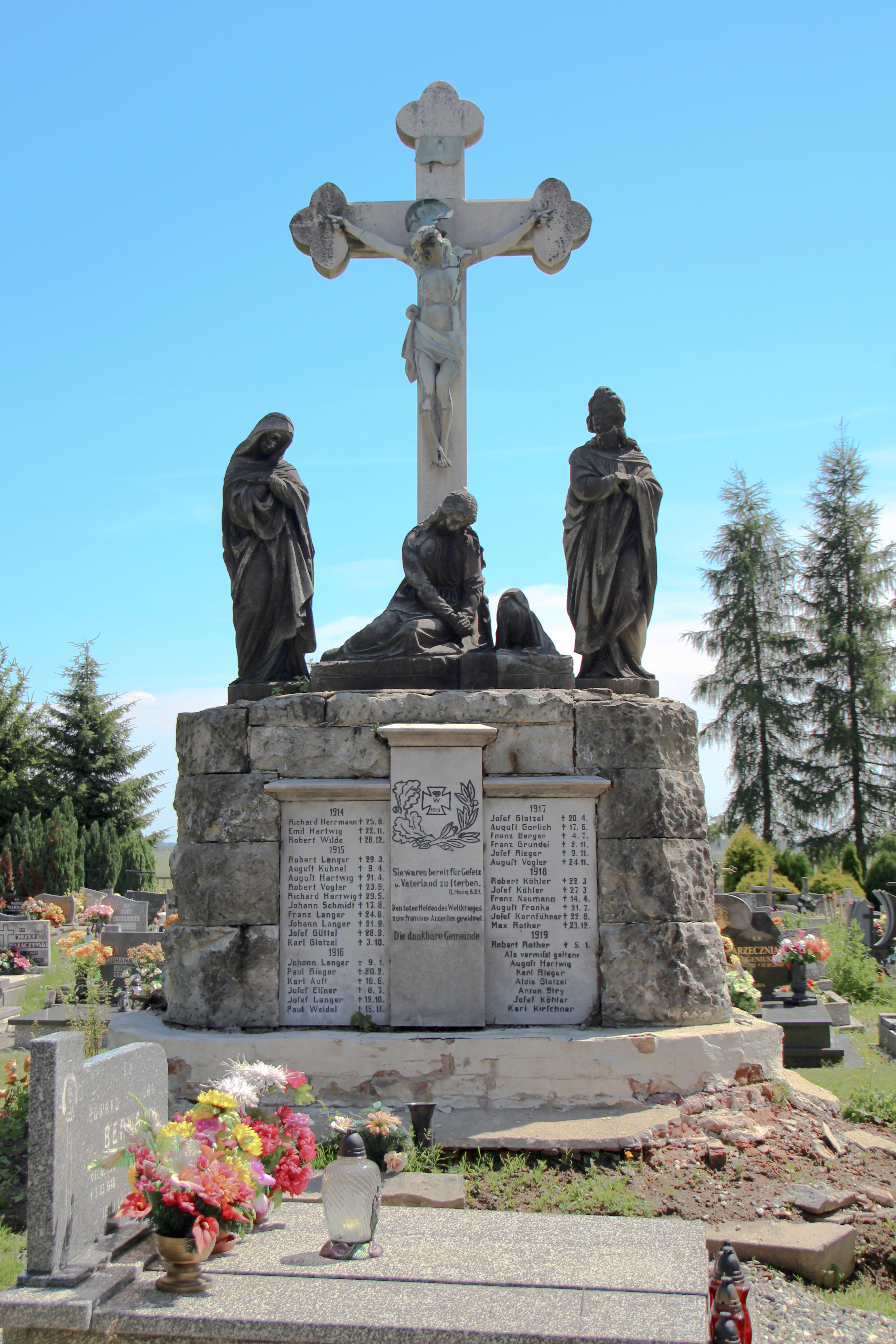
Gefallenendenkmal

## Das Mittelalter
Der Ort wurde 1263 erstmals urkundlich als villa Ludvigi erwähnt. In der Liber fundationis episcopatus Vratislaviensis aus den Jahren 1295–1305 wird der Ort als „Ludvici villa“ genannt. 1381 erfolgte eine Erwähnung des Ortes als Ludwici villa sowie 1411 als Ludwigisdorff.

## Ludwigsdorf in Preußen
Nach dem Ersten Schlesischen Krieg 1742 fiel Ludwigsdorf mit dem größten Teil Schlesiens an Preußen. 1794 wurde im Dorf eine Schule eingerichtet. Nach der Neuorganisation der Provinz Schlesien gehörte die Landgemeinde Ludwigsdorf ab 1816 zum Landkreis Neisse im Regierungsbezirk Oppeln. 1845 bestanden im Dorf eine Scholtisei, eine katholische Kirche, eine katholische Schule und 178 weitere Häuser. Im gleichen Jahr lebten in Ludwigsdorf 1167 Menschen, davon elf evangelisch. 1855 lebten 1075 Menschen im Ort. 1865 bestanden im Ort 39 Bauer-, 34 Gärtner- und 63 Häuslerstellen sowie eine Brauerei, eine Brennerei, eine Wollspinnerei sowie zwei Schankwirtschaften. 1874 wurde der Amtsbezirk Neuwalde gegründet, welcher aus den Landgemeinden Ludwigsdorf und Neuwalde und den Gutsbezirken Ludwigsdorf und Neuwalde bestand. 1885 zählte Ludwigsdorf 959 Einwohner.

## Nationalsozialismus und Zweiter Weltkrieg
1933 lebten in Ludwigsdorf 879 und 1939 861 Menschen. Bis 1945 befand sich der Ort im Landkreis Neisse.  Im Januar 1945 führte die Evakuierung des KZ Auschwitz die Häftlinge zu Fuß auch durch die Region Ludwigsdorf, in der Nähe des Dorfes starben viele KZ-Insassen, 11 davon sind in einem Gemeinschaftsgrab auf dem örtlichen Pfarrfriedhof begraben. Die Rote Armee eroberte Ludwigsdorf Ende März 1945.

## Ludwików und Charbielin in Polen
1945 kam das Dorf zu Polen und wurde zunächst in Ludwików 1947 dann in Charbielin umbenannt. In den Jahren 1945–1950 gehörte Charbielin zur Woiwodschaft Schlesien, ab 1950 zur Woiwodschaft Oppeln und ab 1999 zum wiedergegründeten Powiat Nyski. In den 1970er Jahren wurde in Charbielin eine neue Wohnsiedlung gebaut, die hauptsächlich für die Angestellten der örtlichen Landwirtschaftlichen Produktionsgenossenschaft bestimmt war.

## Sehenswürdigkeiten
- Die römisch-katholische Kirche der Enthauptung St. Johannes des Täufers (poln. Kościół Ścięcia św. Jana Chrzciciela) wurde 1302 erstmals erwähnt. Der heutige Bau stammt größtenteils aus dem Jahr 1780 und wurde im barocken Stil errichtet, das Spitzbogenportal stammt noch von dem gotischen Vorgängerbau.[8] 1945 brannte die Kirche nieder, wobei ein Großteil der Inneneinrichtung sowie die Turmhaube zerstört wurden. 1957 bis 1958 wurde die Kirche vereinfacht wieder aufgebaut. Die letzte Renovierung des Gotteshauses fand in den Jahren 2010 und 2011 statt. Das Gebäude hat eine klassizistische Ausstattung. Der Hauptaltar zeigt in einem Bild die Enthauptung Johannes des Täufers; er stammt aus der Zeit um 1800.[9]   Umgeben ist die Kirche von einer neogotischen Backsteinmauer, und einem ebenfalls geschützten Friedhof mit dem Gemeinschaftsgrab der KZ-Insassen von Auschwitz.[10] Das Kirchengebäude steht seit 1966 unter Denkmalschutz.[11]
- Der Komplex eines Gutshauses aus dem 19. Jahrhundert samt dem umgebenden Park, er beherbergt heute einen Landwirtschaftsbetrieb.[10]
- Der St.-Antonius-Bildstock[10]

- Wohnhäuser aus dem 19. und 20. Jahrhundert

- landwirtschaftliche Speichergebäude aus dem 19. Jahrhundert
- Das Schulgebäude aus Backstein aus dem 19. und 20. Jahrhundert

## Persönlichkeiten
- Wilhelm Jelinek (1889–1952), Metallarbeiter, Autor, Betriebsratsvorsitzender und Vertreter des Anarchosyndikalismus
- Emmy Herzog (1903–2009), Autorin
- Bernhard Kühnel (* 1927), Prälat von Caravelí